# تلمبه سجادیه
تلمبه سجادیه یک منطقهٔ مسکونی در ایران است که در دهستان مشیز واقع شده‌است. تلمبه سجادیه ۳۳ نفر جمعیت دارد.